# Alessandro Bertolucci (attore)
Alessandro Bertolucci (Lucca, 14 agosto 1973) è un attore italiano.

## Biografia
Dopo la partecipazione alla miniserie tv Delitti privati (1993), regia di Sergio Martino, e successivamente a Stato di emergenza, regia di Carlo Lizzani, nel 1996 si diploma al Centro Sperimentale di Cinematografia. Inoltre segue un corso presso il Traverse Theatre di Edimburgo e partecipa ad uno stage con la Compagnia del Teatro del Carretto.
Sempre nel 1996 debutta in teatro, sia come attore che come regista, nel Cyrano de Bergerac, inoltre appare sugli schermi cinematografici con il film 3, regia di Christian De Sica, e con Quando parliamo d'amore, regia di Matteo Pedani. In seguito alterna il lavoro teatrale con quello cinematografico e soprattutto televisivo.
Nel 2007 diventa popolare presso il grande pubblico grazie alla quinta stagione della serie tv Un medico in famiglia, in cui ha il ruolo di Max Cavilli, interpretato anche nella sesta stagione, in onda nel 2009. Nello stesso anno appare nel ruolo del centurione Cornelio Longino, che trafisse a morte Gesù Cristo sulla croce, ne L'inchiesta, regia di Giulio Base, e in quello del cattivo Vieri ne Le ragazze di San Frediano, regia di Vittorio Sindoni; entrambe miniserie tv trasmesse da Rai Uno, ma L'inchiesta esce in versione cinematografica in Spagna e negli Stati Uniti.

## Filmografia

### Cinema
- 3, regia di Christian De Sica (1996)
- Quando parliamo d'amore, regia di Matteo Pedani (1996)
- Un tè con Mussolini, regia di Franco Zeffirelli (1999)
- Metronotte, regia di Francesco Calogero (2000)
- Callas Forever, regia di Franco Zeffirelli (2002)
- Quell'estate, regia di Guendalina Zampagni (2008)
- Fenomen, regia di Tadeusz Paradowicz (2008)
- La verità sta in cielo, regia di Roberto Faenza (2016)
- Ennio Doris - C’è anche domani, regia di Giacomo Campiotti (2024)

### Televisione
- Delitti privati, regia di Sergio Martino (1993)
- Stato d'emergenza, regia di Carlo Lizzani (1993)
- Avvocati, regia di Giorgio Ferrara (1998)
- Vivere, registi vari (2000-2001)
- San Giovanni - L'Apocalisse, regia di Raffaele Mertes (2002)
- Un posto al sole, registi vari (2004-2005)
- Gente di mare, regia di Alfredo Peyretti e Vittorio De Sisti (2005)
- Carabinieri 4, regia di Raffaele Mertes (2005)
- I colori della gioventù, regia di Gianluigi Calderone (2006)
- Raccontami, regia di Tiziana Aristarco e Riccardo Donna (2006)
- L'inchiesta, regia di Giulio Base (2006)
- Don Matteo 5 - Episodio: Falso d'autore, regia di Giulio Base (2006)
- Un medico in famiglia, regia di Ugo Fabrizio Giordani, Isabella Leoni ed Elisabetta Marchetti (2007-2009)
- Le ragazze di San Frediano, regia di Vittorio Sindoni (2007)
- Una sera d'ottobre, regia di Vittorio Sindoni (2009)
- Le ragazze dello swing, regia di Maurizio Zaccaro (2010)
- Terra ribelle, regia di Cinzia TH Torrini (2010)
- Mia madre, regia di Ricky Tognazzi (2010)
- La donna che ritorna, regia di Gianni Lepre (2011)
- Terra ribelle - Il nuovo mondo, regia di Ambrogio Lo Giudice (2012)
- Una buona stagione, regia di Gianni Lepre (2013)

### Cortometraggi
- The Net, regia di Michele Torbidoni (1995)
- Assunta, regia di Eros Puglielli (1995)
- La spiotta, regia di Matteo Pedani (1996)
- La mancia, regia di Roberto Palmerini (1999)

## Spot pubblicitari
- Meetic, regia di Gabriele Muccino (2008)